# Vingerwier
Vingerwier (Laminaria digitata) is een bruine algensoort uit de familie Laminariaceae van de orde Laminariales. Het is een grote opvallende kelp die wordt aangetroffen bij laag water tijdens springtij op rotsachtige kusten.

## Kenmerken
Vingerwier is een taai, leerachtig, donkerbruin zeewier dat tot twee of drie meter hoog wordt. Het gedeelte waarmee het aan rotsen verankert, is conisch en heeft een aantal uitspreidende wortelachtige uitsteeksels die rizoïden worden genoemd. De steel is flexibel en ovaal in dwarsdoorsnede en kan meer dan 2,5 cm in diameter zijn en tot 30 meter lang worden. Dit zeewier kan worden onderscheiden van de vrij gelijkaardige Laminaria hyperborea doordat het donkerder van kleur is en een kortere steel heeft die niet gemakkelijk breekt bij het buigen.

## Verspreiding
Vingerwier is wijdverspreid vanaf de Atlantische kusten van Europa, Nova Zembla in het noorden tot aan de Canarische Eilanden in zuiden, inclusief de Oostzee en de Zwarte Zee. Dit bruinwier wordt gevonden vastgehecht aan gesteente of een andere geschikte harde ondergrond in de lagere intergetijden- en sublitorale zone, tot een maximale diepte van 20 m in helder water. Vingerwier gedijt met name goed in matig blootgestelde gebieden of op plaatsen met sterke waterstroming. Op blootgestelde locaties met sterke golfwerking kan de soort zich naar boven uitstrekken tot in het lagere eulittorale zone. Op sommige plaatsen vormt het ware 'kelpwouden', die ook vele andere soorten wieren en zeedieren herbergen. Al sinds 1871 groeit vingerwier in Nederland.

## Gebruik
Lanildut in Bretagne is de belangrijkste haven van Europa voor de oogst van algen uit zee. Er wordt voornamelijk vingerwier geoogst rond de Molène-archipel, dat in twee plaatselijke fabrieken worden verwerkt voor de farmaceutische industrie.